# 866 Fatme
866 Fatme eller 1917 BQ är en asteroid i huvudbältet, som upptäcktes 25 februari 1917 av den tyske astronomen Max Wolf i Heidelberg. Den är uppkallad efter karaktären Fatima i operan Abu Hassan av Carl Maria von Weber.
Asteroiden har en diameter på ungefär 78 kilometer.